# Kalliosaari (ö i Mellersta Finland, Jyväskylä, lat 62,50, long 26,13)
Kalliosaari är en ö i Finland. Den ligger i sjön Uurainen och i kommunen Laukas i den ekonomiska regionen  Jyväskylä ekonomiska region  och landskapet Mellersta Finland, i den centrala delen av landet, 270 km norr om huvudstaden Helsingfors. Öns area är 0,8 hektar och dess största längd är 220 meter i nord-sydlig riktning.